# Lee Isaac Chung
Lee Isaac Chung (født 19. oktober 1978) er en amerikansk filminstruktør og Manuskriptforfatter. Hans debutspillefilm Munyurangabo far 2007 blev vist på Filmfestivalen i Cannes 2007, og var den første spille film på Kinyarwanda.
Han instruerede også spillefilmene Lucky Life i 2010 og Abigail Harm i 2012.
Hans semi-selvbiografiske film Minari fra 2020 vandt både Grand Jury-prisen og publikumsprisen ved Sundance Film Festival 2020.
For Minari modtog han nomineringer til flere store priser og nomineringer inklusiv en Golden Globe for bedste udenlandske film og nomineringer til Bedste instruktør og Bedste manuskript ved Oscaruddelingen 2021.

## Opvækst
Chung blev født 19. oktober 1978 i Denver til en familie fra Sydkorea. Familien boede kortvarigt i Atlanta inden de flyttede til det landlige Lincoln, Arkansas.
Han gik på Lincoln High School.
Han studerede biologi ved Yale University. På hans sidste år på Yale, blev han præsenteret for internationale film, og droppede sine planer om at læse medicin og begyndte i stedet af lave film.
Han studerede senere filmfremstilling på University of Utah.

## Karriere
Chungs debutfilm som instruktør var Munyurangabo, en film der finder sted i Rwanda. Filmen var et samarbejde med studerende på en international nødhjælpsbase i hovedstaden Kigali.
Det fortæller en intim historie om venskabet mellem to drenge i kølvandet på det folkedrabet i Rwanda.
Chung havde ledsaget sin kone Valerie, en kunstterapeut, til Rwanda i 2006, da hun meldte sig frivilligt til at arbejde med dem, der blev ramt af folkedrabet i 1994.
Han underviste i filmfremstilling på nødhjælpsbasen i Kigali. Filmen var en mulighed for at præsentere den aktuelle virkelighed i Rwanda og give sine studerende praktisk filmtræning.
Efter at han havde udviklet en outline på ni sider med medforfatter Samuel Gray Anderson, filmede Chung filmen over 11 dage og arbejdede med et team af ikke-professionelle skuespillere, som Chung fandt gennem lokale børnehjem og med sine studerende som crewmedlemmer.
Munyurangabo havde premiere på Filmfestivalen i Cannes 2007og blev vist på flere store internationale filmfestivaler inklusiv Busan International Film Festival, Toronto Film Festival, Filmfestivalen i Berlin, International Film Festival Rotterdam, Roger Eberts Ebertsfest og AFI Fest i Hollywood, hvor den vandt Grand Prize.
Filmen fik ros af kritikerne, og Chung var nomineret til en Independent Spirit Awards ("Someone to watch" 2008) og en Gotham Awards.
Chungs anden film, Lucky Life fra 2010 blev udviklet med støtte fra Kodak Film og Cinéfondation ved filmfestivalen i Cannes. Filmen var inspireret af Gerald Sterns digte, og havde premiere ved Tribeca Film Festival 2010 i New York, og har været vist ved flere festivaler i hele verden.
Hans tredje film, Abigail Harm er baseret på det koreanske folkeeventyr "Skovhuggeren og nymfen".
Filmen har Amanda Plummer, Will Patton og Burt Young i hovedrollerne.
Den blev filmet på lokationer i New York og blev vist på Busan International Film Festival, Torino Film Festival,
San Diego Asian Film Festival, og vandt Grand Prize og Bedste instruktør på Los Angeles Asian Pacific Film Festival.
Udover filmfremstillingen vejleder Chung unge rwandiske filmskabere gennem Almond Tree Rwanda, den rwandiske forpost for hans amerikansk-baserede produktionsselskab, Almond Tree Films. Almond Tree Rwanda har produceret flere højt ansete kortfilm, der er blevet vist på internationale festivaler.
Chung var også medinstruktør på den rwandiske dokumentarfilm I Have Seen My Last Born sammen med Samuel Gray Anderson.
Filmen fokuserer på familieforholdene og historien til en folkedrabsoverlevende i nutidens Rwanda.
Han skrev og instruerede den semi-selvbiografiske film Minari fra 2020, der blev kritikerrost.
Chung skrev filmen i sommeren 2018, da han overvejede at trække sig tilbage fra filmfremstilling og accepterede et undervisningsjob på University of Utah's Asia Campus i Incheon.
Han mindedes denne periode og sagde "Jeg regnede med, at jeg måske kun havde en chance for at lave en anden film ... Jeg havde brug for at gøre den meget personlig og smide alt, hvad jeg følte."
I 2020 blev det meddelt, at Chung vil instruere og omskrive live-action-filmatisering af animefilmen Your Name, og udskiftede Marc Webb som instruktør.
Han er også ved at udvikle en romantisk film i, som foregår i New York og Hong Kong, produceret af Plan B og MGM.